# Titidius rubescens
Titidius rubescens là một loài nhện trong họ Thomisidae.
Loài này thuộc chi Titidius. Titidius rubescens được Lodovico di Caporiacco miêu tả năm 1947.